# Schweizer Leichtathletik-Meisterschaften 2014
Die Schweizer Leichtathletik-Meisterschaften 2014 (auch: Schweizermeisterschaften Aktive, kurz: SM Aktive) (französisch Championnats Suisses Elites d’Athlétisme 2014; italienisch Campionati Svizzeri Attivi 2014) fanden am 25. und 26. Juli 2014 auf dem Sportplatz kleine Allmend in Frauenfeld statt.

## Frauen

### 100 m
| Platz | Athletin          | Zeit (s)  |
| ----- | ----------------- | --------- |
| 1     | Mujinga Kambundji | 11,83 =SR |
| 2     | Charlène Keller   | 11,83     |
| 3     | Cornelia Halbheer | 11,94     |

### 200 m
| Platz | Athletin          | Zeit (s) |
| ----- | ----------------- | -------- |
| 1     | Mujinga Kambundji | 23,26 SB |
| 2     | Agne Serksniené   | 23,40    |
| 3     | Joëlle Golay      | 24,03    |

### 400 m
| Platz | Athletin      | Zeit (s) |
| ----- | ------------- | -------- |
| 1     | Léa Sprunger  | 54,12    |
| 2     | Selina Büchel | 54,78    |
| 3     | Simone Werner | 55,01    |

### 800 m
| Platz | Athletin            | Zeit (min) |
| ----- | ------------------- | ---------- |
| 1     | Pamela Märzendorfer | 2:12,57    |
| 2     | Stefanie Barmet     | 2:13,34    |
| 3     | Joëlle Flück        | 2:13,55    |

### 1500 m
| Platz | Athletin          | Zeit (min) |
| ----- | ----------------- | ---------- |
| 1     | Fabienne Schlumpf | 4:22,89 SB |
| 2     | Lisa Kurmann      | 4:24,13    |
| 3     | Delia Sclabas     | 4:25,22 SB |

### 5000 m
| Platz | Athletin      | Zeit (min) |
| ----- | ------------- | ---------- |
| 1     | Nicola Spirig | 16:18,96   |
| 2     | Livia Burri   | 16:31,32   |
| 3     | Mirja Jenni   | 17:05,98   |

### 100 m Hürden (84,0)
| Platz | Athletin     | Zeit (s) |
| ----- | ------------ | -------- |
| 1     | Noemi Zbären | 12,92    |
| 2     | Lisa Urech   | 13,02 SB |
| 3     | Linda Züblin | 13,54 SB |

### 400 m Hürden (76,2)
| Platz | Athletin          | Zeit (s) |
| ----- | ----------------- | -------- |
| 1     | Valentine Arrieta | 57,39    |
| 2     | Robine Schürmann  | 57,64    |
| 3     | Petra Fontanive   | 58,11    |

### 3000 m Hindernis
| Platz | Athletin             | Zeit (s) |
| ----- | -------------------- | -------- |
| 1     | Martina Resch        | 10:35,19 |
| 2     | Arlette Meier-Hunger | 10:58,48 |
| 3     | Cléa Formaz          | DNF      |

### Hochsprung
| Platz | Athletin       | Höhe (m) |
| ----- | -------------- | -------- |
| 1     | Salome Lang    | 1,82 SB  |
| 2     | Giovanna Demo  | 1,82     |
| 3     | Ellen Sprunger | 1,76 SB  |

### Stabhochsprung
| Platz | Athletin              | Höhe (m) |
| ----- | --------------------- | -------- |
| 1     | Anna Katharina Schmid | 4,20 SB  |
| 2     | Nicole Büchler        | 4,20     |
| 3     | Angelica Moser        | 4,10     |

### Weitsprung
| Platz | Athletin         | Weite (m) |
| ----- | ---------------- | --------- |
| 1     | Irene Pusterla   | 6,52      |
| 2     | Estefania García | 6,11      |
| 3     | Barbara Leuthard | 6,10 SB   |

### Dreisprung
| Platz | Athletin         | Weite (m) |
| ----- | ---------------- | --------- |
| 1     | Barbara Leuthard | 12,99     |
| 2     | Fatim Affessi    | 12,40 SB  |
| 3     | Annina Fahr      | 11,70     |

### Kugel (4,00) kg
| Platz | Athletin           | Weite (m) |
| ----- | ------------------ | --------- |
| 1     | Jasmin Lukas       | 13,91     |
| 2     | Lea Herrsche       | 13,78     |
| 3     | Catherine Fournier | 13,28     |

### Diskus (1,00 kg)
| Platz | Athletin             | Weite (m) |
| ----- | -------------------- | --------- |
| 1     | Elisabeth Graf       | 47,66     |
| 2     | Pauline Vaglio-Agnes | 46,33 SB  |
| 3     | Sabrina Kreuzer      | 41,81 SB  |

### Hammer (4,00 kg)
| Platz | Athletin        | Weite (m) |
| ----- | --------------- | --------- |
| 1     | Nicole Zihlmann | 61,92     |
| 2     | Lydia Wehrli    | 54,12     |
| 3     | Angela Peter    | 47,73 SB  |

### Speer (600 gr)
| Platz | Athletin           | Weite (m) |
| ----- | ------------------ | --------- |
| 1     | Ásdís Hjálmsdóttir | 57,47 SB  |
| 2     | Nathalie Meier     | 52,47 SB  |
| 3     | Salina Fässler     | 52,36 SB  |

## Männer

### 100 m
| Platz | Athlet         | Zeit (s) |
| ----- | -------------- | -------- |
| 1     | Pascal Mancini | 10,30    |
| 2     | Alex Wilson    | 10,38    |
| 3     | Florian Clivaz | 10,48    |

### 200 m
| Platz | Athlet         | Zeit (s) |
| ----- | -------------- | -------- |
| 1     | Alex Wilson    | 20,96    |
| 2     | Joel Burgunder | 21,18    |
| 3     | Pascal Müller  | 21,36 SB |

### 400 m
| Platz | Athlet            | Zeit (s) |
| ----- | ----------------- | -------- |
| 1     | Jonathan Vilaine  | 46,96 SB |
| 2     | Silvan Lutz       | 47,20 SB |
| 3     | Daniele Angelella | 47,67    |

### 800 m
| Platz | Athlet            | Zeit (min) |
| ----- | ----------------- | ---------- |
| 1     | Hugo Santacruz    | 1:52,87    |
| 2     | Roland Christen   | 1:53,83    |
| 3     | Guillaume Laurent | 1:54,47    |

### 1500 m
| Platz | Athlet            | Zeit (min) |
| ----- | ----------------- | ---------- |
| 1     | Christoph Graf    | 3:57,86    |
| 2     | Thomas Huwiler    | 3:58,51    |
| 3     | Nicolas Bocherens | 3:58,80    |

### 5000 m
| Platz | Athlet           | Zeit (min) |
| ----- | ---------------- | ---------- |
| 1     | Tolossa Chengere | 14:25,25   |
| 2     | Andreas Kempf    | 14:28,41   |
| 3     | Eshak Abraham    | 14:30,06   |

### 3000 m Hindernis
| Platz | Athlet         | Zeit (s)   |
| ----- | -------------- | ---------- |
| 1     | Marco Kern     | 9:25,10    |
| 2     | Jari Piller    | 9:35,15    |
| 3     | Paul Waroquier | 9:37,64 SB |

### 110 m Hürden (106,7)
| Platz | Athlet          | Zeit (s) |
| ----- | --------------- | -------- |
| 1     | Tobias Furer    | 13,82    |
| 2     | Brahian Peña    | 13,95    |
| 3     | Andreas Kundert | 14,39    |

### 400 m Hürden (91,4)
| Platz | Athlet         | Zeit (s) |
| ----- | -------------- | -------- |
| 1     | Kariem Hussein | 49,24    |
| 2     | Andreas Ritz   | 51,49 SB |
| 3     | Karim Manaoui  | 53,64    |

### Hochsprung
| Platz | Athlet           | Höhe (m) |
| ----- | ---------------- | -------- |
| 1     | Roman Sieber     | 2,06     |
| 2     | Vivien Streit    | 2,00     |
| 3     | Michael Ravedoni | 2,00     |

### Stabhochsprung
| Platz | Athlet           | Höhe (m) |
| ----- | ---------------- | -------- |
| 1     | Marquis Richards | 5,40 =SB |
| 2     | Mitch Greeley    | 5,30     |
| 2     | Patrick Schütz   | 5,00     |

### Weitsprung
| Platz | Athlet              | Weite (m) |
| ----- | ------------------- | --------- |
| 1     | Yves Zellweger      | 7,49      |
| 2     | Benjamin Gföhler    | 7,36      |
| 3     | Christopher Ullmann | 7,19      |

### Dreisprung
| Platz | Athlet            | Weite (m) |
| ----- | ----------------- | --------- |
| 1     | Andreas Graber    | 16,21 SB  |
| 2     | Alexander Hochuli | 15,90 SB  |
| 3     | Roman Sieber      | 15,07 SB  |

### Kugel (7,26) kg
| Platz | Athlet      | Weite (m) |
| ----- | ----------- | --------- |
| 1     | Gregori Ott | 17,33     |
| 2     | Urs Hasler  | 14,70     |
| 3     | Lukas Blass | 14,67 SB  |

### Diskus (2,0 kg)
| Platz | Athlet       | Weite (m) |
| ----- | ------------ | --------- |
| 1     | Lukas Jost   | 52,28     |
| 2     | Toni Jacquot | 48,42 SB  |
| 3     | Stefan Grob  | 43,65 SB  |

### Hammer (7,26 kg)
| Platz | Athlet           | Weite (m) |
| ----- | ---------------- | --------- |
| 1     | Martin Bingisser | 65,10     |
| 2     | Roland Widmer    | 51,52 SB  |
| 3     | Diego Bettoni    | 50,27     |

### Speer (800 gr)
| Platz | Athlet          | Weite (m) |
| ----- | --------------- | --------- |
| 1     | Roland Thalmann | 65,80 SB  |
| 2     | Laurent Carron  | 65,02 SB  |
| 3     | Julian Lehmann  | 63,24 SB  |

### 100 m Rollstuhl
| Platz | Athlet          | Zeit (s) |
| ----- | --------------- | -------- |
| 1     | Marcel Hug      | 14,66    |
| 2     | Ebbe Blichfeldt | 16,33    |
| 3     | Tobias Lötscher | 16,75    |

### 800 m Rollstuhl
| Platz | Athlet          | Zeit (s) |
| ----- | --------------- | -------- |
| 1     | Marcel Hug      | 1:37,74  |
| 2     | Tobias Lötscher | 1:51,52  |
| 3     | Ebbe Blichfeldt | 1:52,69  |